# 科伦蒂
科伦蒂（葡萄牙語：Corrente）是巴西皮奥伊州的一个市镇。总面积3051.161平方公里，总人口24578人，人口密度8.1人/平方公里。